# Gorlago
Gorlago là một đô thị ở tỉnh Bergamo trong vùng Lombardia của nước Ý, có vị trí cách khoảng 60 km về phía đông bắc của Milano và khoảng 12 km về phía đông nam của Bergamo. Tại thời điểm ngày 31 tháng 12 năm 2004, đô thị này có dân số 4.851 người và diện tích là 5,6 km².
Gorlago giáp các đô thị: Bolgare, Carobbio degli Angeli, Costa di Mezzate, Montello, San Paolo d'Argon, Trescore Balneario.